# Кобадзе
Кобадзе (груз. კობაძე) — село в Грузии, в муниципалитете Телави края Кахетия. 

## География
Село расположено в западной части края, в 19 километрах по прямой к юго-западу от центра муниципалитета Телави. Высота центра — 1400 метров над уровнем моря.

## Население
По данным переписи населения 2014 года, в селе проживало 58 человек.
| Год  | Население |
| ---- | --------- |
| 2002 | 104       |
| 2014 | 58        |